# نیم‌منقاری پوسو
نیم‌منقارماهی پوسو (نام علمی: Nomorhamphus celebensis) نام یک گونه از تیره نیم‌منقارماهیان است.